# هيلين برودور
هيلين برودور هي كاتِبة وصحفية كندية، ولدت في 13 يوليو 1923 في Val-Racine ‏ في كندا، وتوفيت في 15 أغسطس 2010 في أوتاوا في كندا.